# 全国年节及纪念日放假办法
全国年节及纪念日放假办法，中华人民共和国为统一全国年节及纪念日的假期而制定的行政法规，最早于1949年12月23日由中央人民政府政务院发布，现行版本为2013年12月11日颁布。

## 历史
1949年12月23日，中央人民政府政务院发布关于统一全国年节和纪念日放假办法通令。1999年9月18日，根据《国务院关于修改〈全国年节及纪念日放假办法〉的决定》第一次修订。2007年12月14日，根据《国务院关于修改〈全国年节及纪念日放假办法〉的决定》第二次修订。2013年12月11日，根据《国务院关于修改〈全国年节及纪念日放假办法〉的决定》第三次修订。2024年11月12日，根据《国务院关于修改〈全国年节及纪念日放假办法〉的决定》第四次修订，修订后的版本将于2025年1月1日起实施。